# 热玛强康拉康
热玛强康拉康，位于西藏自治区拉萨市林周县卡孜乡克布村，是一座藏传佛教寺院。

## 简介
热玛强康拉康位于西藏自治区拉萨市林周县卡孜乡克布村。该寺始建于公元1015年。2009年，该寺被列为西藏自治区文物保护单位。
2012年，该寺的旦增曲扎被评为西藏自治区爱国守法先进僧尼。